# 多米齐亚娜·卡万纳
多米齐亚娜·卡万纳（義大利語：Domiziana Cavanna，1995年11月9日—），意大利女子花样游泳运动员。她曾代表意大利参加2020年夏季奥林匹克运动会花样游泳比赛，获得团体第五名。